# بوگانگو
بوگانگو (به لاتین: Bogangolo) یک منطقهٔ مسکونی در جمهوری آفریقای مرکزی است که در اومبلامپوکو واقع شده‌است.